# 真幸院
真幸院（まさきいん）は、宮崎県（旧日向国）南部山沿い地域の旧名。現在のえびの市、小林市、高原町の総称。

## 概略
かつて日向国は 5郡8院と呼ばれ、「宮崎郡」、「臼杵郡」、「児湯郡」、「諸県郡」、「那珂郡」の5郡と、「真幸院」、「三俣院」、「穆佐院」、「新納院」、「飫肥院」、「土持院」、「櫛間院」、「救仁院」の8院で構成されていた。
真幸院は今のえびの市に当たる地域、「加久藤」、「飯野」、「吉田」、「馬関田（まんがた）」と「吉松」を含めた地域の総称であったが、その後に「小林（旧名：三山）」もそれに加えるようになる。
後世において大隅国の「吉松」を除いた西諸県郡を総称して「真幸表（まさきおもて）」と呼ぶようになり、これのため「高原」、「野尻（旧野尻町）」も真幸院の中に加えて呼ぶようになったと思われる（文献に依って「小林」、「高原」は三俣院に、「野尻」は穆佐院に組み入れられている）。
古くから豊かな穀倉地帯であったため、「島津氏」、「伊東氏」、「相良氏」、「菱刈氏」、「北原氏」による奪い合いが絶えなかった。
南北朝期までは日下部氏により統治されてきた地域であるが、それ以降の200年近くは北原氏が、そののち伊東氏が北原氏の家督問題に介入し領地を押奪する。御家再興を企図した北原旧臣の願いに応じた島津氏・北郷氏・相良氏が協力して真幸院を奪還するも、北原氏は内訌により領地維持が困難となり、以降は島津氏が領有していくこととなった。

## 名称の由来
その区域内の租稲（献上米）を収める垣の中に囲まれた倉庫（正倉）を当時「院」と呼び、それが建てられた場所が現在の「えびの市真幸」であった。ゆえに当初は真幸院とは、単に「真幸にある倉庫」を意味していたが、後にその倉庫に租稲を収納する区域全体を総称した地域名へと変化していった。
「真幸」は元々は「真狭」と記されていた。
それは、南の霧島山脈と北の球磨山脈に挟まれ、平地が長細く狭いために「真狭き（まさき）形」をしているため。
将軍家が院司を置くようになった元暦頃から「真幸院」と呼ぶようになったとされる。